# 디스트럭션 (밴드)
디스트럭션(Destruction)은 1982년 독일 남서부의 소도시 바일 암 라인(Weil am Rhein)에서 결성된 크리에이터, 소돔 (밴드)과 함께 현재까지 가장 오래 활동하고 있는 독일 스래쉬 메탈 밴드 중 하나이다.

## 역사

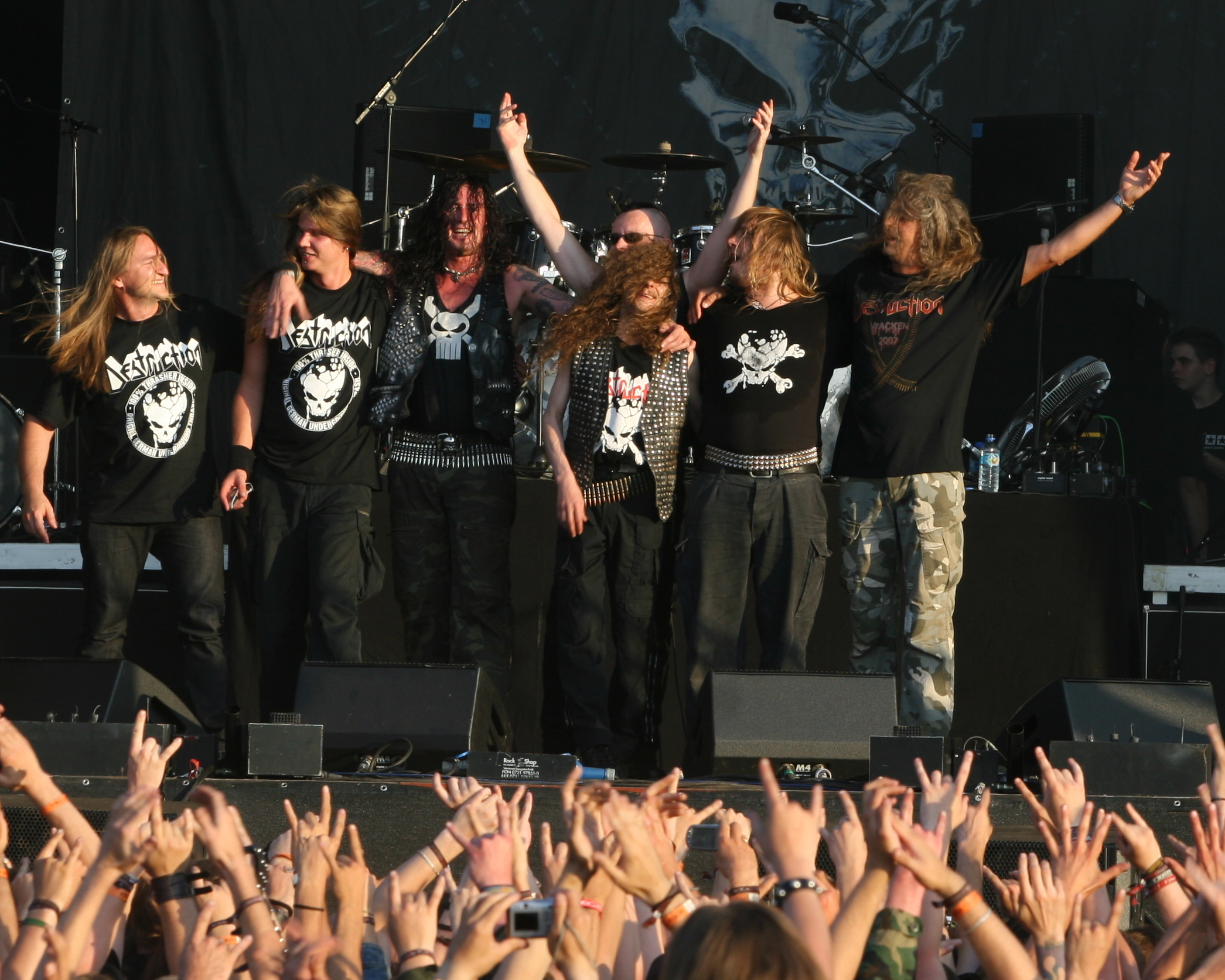
바켄 오픈 에어에서의 디스트럭션- Festival 2007

밴드가 결성될 1982년 당시 멤버는 마르셀 '슈미어' 쉬르머, 미하엘 '마이크' 지프링거, 토마스 '토미' 잔트만이었고, 밴드명도 디스트럭션이 아닌 Knight of Demon이었다.
1983년 첫 번째 데모앨범이자 Mad Butcher가 수록된 Speed kills를 발매한다.
이 앨범은 미국의 유명 스래쉬 메탈 1세대 밴드들의 영향을 받아 작업한 것이 아니라 특히 모터헤드에게 많은 영향을 받았다.
두 번째 데모 Bestial Invasion of Hell 발매 후 밴드는 SPV 와 레이블 계약을 체결하고 1984년 EP Sentence of Death를, 이어 1985년 첫 정규앨범 Infernal Overkill을 발매하고 슬레이어와 투어를 한다.
이듬해인 1986년에는 2집 Eternal Devastation을 발매하고 크리에이터, 레이지와 투어 길에 오른다.
그러나 음악적인 문제로 잔트만이 밴드를 탈퇴하고 올리버 카이저가 밴드에 가입한다.
또한, 기타리스트 해리 윌킨스가 가입하여 4인조의 진용을 갖추게 된다. 1987년 EP Mad Butcher를 발매하고 모터헤드와 투어를 하고, 이듬해에 정규 3집 Release from Agony를 발매한다,
그러나 1989년 셀틱 프로스트와의 투어가 끝나고 밴드는 와해한다. 슈미어는 밴드에 탈퇴해 헤드헌터를 결성하고, 안드레 그리더가 디스트럭션에 가입해 4집 Cracked Brain을 발매한다. (그러나 두 앨범 모두 상업적인 상공을 거두는 데는 실패했고, 네오 디스트럭션(Neo-Destruction)으로 근근이 활동을 유지하나, 팬들은 이 시기를 잠정적 해체로 간주하는 팬들이 많다.)

## 복귀
밴드가 해체된 지 10년 만에 원년멤버 슈미어와 지프링거는 새로운 드러머 즈벤 포어만을 영입하여 다시 활동을 재개하고, 독일의 중요한 페스티벌에 참가한 후 메탈 레이블 누클리어 블래스트와 계약을 맺고, 2000년 컴백앨범 6집 All Hell Breaks Loose를 발매한다.
7집 The Antichrist의 초판에는 곡의 순서가 잘못 인쇄된 채로 판매되었으나, 이 초판은 팬들 사이에서 상당한 소장가치가 있다고 한다.
2001년 10월 즈벤 포어만이 밴드의 투어 일정이 너무 부담스럽고, 가족에게 시간을 더 할애하기 위해 밴드를 탈퇴한다. 그를 대신해 마크 레인이 가입하고, 밴드는 소돔, 크리에이터와 투어를 한다. (크리에이터와는 남미 투어를 하기도 했다.) 그러나 슈미어가 2003년 미국 투어에서 베이스 기타를 도난당한 후, 오른손에 Splitterbruch 부상을 당해 강제로 밴드가 휴지기에 들어가고 영국공연을 취소하게 되는 상황에 이른다. 3자 걸프전이 발발했을 때, 밴드는 The Exploited의 Fuck the Police를 리메이크하여 공식 홈페이지에 무료로 배포했다. 그리고 레이블을 AFM Records로 옮겨 2005년 8월 22일 9집 Inventor of Evil을 발매한다. 2007년 8월 바켄 오픈 에어에서 디스트럭션을 거쳐갔던 전 멤버들과 함께 무대에 오르기도 했다. 2008년 8월 29일 11집 D.E.V.O.L.U.T.I.O.N.을 발매한다. 그리고 2010년 3월 밴드는 드러머 마크 레인이 탈퇴했다고 공식 발표했으나, 예정된 콘서트는 그대로 강행한다. 밴드는 2010년 11월 23일 Indukti와 UnSum에서 활동한 폴란드, 캐나다계 드러머 파버가 새로운 드러머로 가입했음을 공식 발표한다. 2011년 2월 18일에는 12집 Day of Reckoning을 발매하고. 미국은 3월 8일 발매) 히던(Heathen)과 북미투어를 한다. 2012년 11월 23일에는 13집 Spiritual Genocide를 발매했다.

## 음악 스타일
첫 번째 EP앨범 Sentence of Death는 앨범 전체에서 흘러나오는 무제한의 에너지가 돋보인다는 평가를 받았다. 이 당시 디스트럭션은 자신들의 음악을 „Black Speed Metal로 불렀으며,“ 블랙 스피드 메탈 팬들에게 열렬한 환영을 받았다. 유로니머스는 소돔이 베놈의 영향을 크게 받은 것과 같이, 디스트럭션을 자신의 밴드 메이헴을 결성하는 데 큰 영향을 주었고, 이들의 1집을 어둡고 냄새나는 메탈의 걸작이라고 칭했다.
데뷔작 Infernal Overkill의 수록곡들은 비록 보컬의 야비한 듯한 보컬이 뒤로 빠진듯해 보이나, 밀도가 높고, 밴드 특유의 스타일이 아주 잘 묻어나오지만, 반복적이라는 평가를 받았다. 음질은 EP 앨범명 보다 덜 깔끔하다.
Eternal Devastation 앨범도 전작의 스타일과 크게 다르지 않으나, 음질이 확실히 깔끔해졌으나, 더 얇아졌다는 평가를 받았다. Mad Butcher 또한 전형적인 디스트럭션 스타일의 앨범이다. Release from Agony는 당시 밴드의 역량을 최고로 집결한 앨범으로, 오프닝 트랙에서는 기존의 앨범과 큰 차이가 나타나지 않으나, Sign of Fear와 같은 곡에서는 어두우면서도 테크니컬한 접근법을 선보였다.
Satan Stole My Teddybear의 존 채드시는 한 인터뷰에서, 디스트럭션은 "자신들이 직접 작곡한 명곡들을 제대로 연주할 수 없는 상태인데도 제대로 연주할 줄 아는 이상한 능력을 갖추고 있다."고 밝혔다.
슈미어가 탈퇴한 상태에서 발매한 Cracked Brain은, 과거작들에 비해 평범한 수준이며, 앨범에서 딱히 인상적인 곡은 없었으나, 새로 영입한 보컬의 목소리가 그나마 두각을 나타냈다.
복귀작 All Hell Breaks Loose는 오랜만의 에너지 넘치며 과격한 속도의 곡들이 수록된 앨범이며, 음악적으로도 진일보했다는 평가를 받았고, 차기작 The Antichrist는 '21세기의 정통 스래쉬 메탈 앨범'이라는 평가를 받았다. 그와 반대로 9집 Inventor of Evil과 11집 D.E.V.O.L.U.T.I.O.N. 에서는 기존의 스타일로 복귀했다.

## 가사
지프링거는 한 인터뷰에서 "헤비 메탈은 저항적인 태도를 견지해야 하므로 가사에 기사, 성, 용이 나오는 유치원 학예회 수준의 3류 메탈(Kindergarten-Metal-Scheiße)에는 철저히 반대한다"고 밝혔지만, 로니 제임스 디오 만큼은 예외로 하고 있는데, 그는 최소한 진지한 의미를 담고 있는 좋은 가사를 쓰기 때문이라고 한다. 음악 메타데이터 데이터베이스 올뮤직(Allmusic)의 필 프리맨은 Day of Reckoning의 가사는 딱히 전형적인 디스트럭션 스타일이라고 할 수는 없으나, Hate Is My Fuel, Armageddonizer, Sheep of the Regime, Sorcerer of Black Magic 같은 곡의 가사는 예상했던대로 확연하게 정치에 대한 분노 서린 비판과 전형적인 오컬티즘을 다루고 있다고 했다. 앨범 Spiritual Genocide의 곡 City of Doom의 주제는 아우슈비츠다(Auschwitz). 이 단어는 독일어로도, 폴란드어(Oświęcim-오슈비엥침)로도 나오는데, 곡의 마지막에는 독일어로 “Auschwitz – die Stadt des Leidens bis ans Ende dieser Welt(아우슈비츠 – 세상의 끝까지 고통의 도시로 남아) / Auschwitz – die Schande einer ganzen Generation(아우슈비츠 – 전 세대의 수치) / … und darüber hinaus!!!(그리고 또 다음 세대로)“.

## 정규 음반 및 EP, DVD 목록

### 정규 음반
- 1985: Infernal Overkill
- 1986: Eternal Devastation
- 1988: Release from Agony
- 1989: Cracked Brain
- 1998: The Least Successful Human Cannonball (네오 디스트럭션)
- 2000: All Hell Breaks Loose
- 2001: The Antichrist
- 2003: Metal Discharge
- 2005: Inventor of Evil
- 2008: D.E.V.O.L.U.T.I.O.N.
- 2011: Day of Reckoning
- 2012: Spiritual Genocide
- 2016: Under Attack
- 2019: Born to Perish

### 라이브 앨범, 베스트 앨범, DVD
- 1989: Live Without Sense (라이브)
- 2002: Alive Devastation (라이브)
- 2009: The Curse of the Antichrist – Live in Agony (라이브)
- 1992: Best of (베스트 앨범)
- 2007: Thrash Anthems (베스트 앨범)
- 2002: Alive Devastation (DVD)
- 2004: Live Discharge (DVD)
- 2010: A Savage Symphony - The History of Annihilation (DVD)

### EP 앨범
- 1984: Sentence of Death
- 1987: Mad Butcher
- 1994: Destruction
- 1995: Them Not Me
- 2012: The Big Teutonic 4 크리에이터, 소돔 (밴드), 탱커드와의 스플릿 EP

### 데모 앨범
- 1984: Bestial Invasion of Hell
- 1999: The Butcher Strikes Back